# Colma (álbum)
Colma es el cuarto álbum del guitarrista Buckethead, lanzado el 24 de marzo de 1998 bajo el sello discográfico CyberOctave Records.

El álbum fue grabado porque la madre de Buckethead estaba enferma en el hospital y quería un álbum que ella pudiera escuchar y disfrutar mientras estaba en recuperación.
 

El título del álbum hace referencia a un pequeño pueblo llamado Colma, cerca de San Francisco, California, donde "la población de muertos es mayor que la de los vivos en una escala de 100 a 1".

## Canciones
1. «Whitewash» – 4:44
2. «For Mom» – 5:10
3. «Ghost» – 5:28
4. «Hills of Eternity» – 5:06
5. «Big Sur Moon» – 1:13
6. «Machete» – 6:17
7. «Wishing Well» – 4:02
8. «Lone Sal Bug» – 5:31
9. «Sanctum» – 3:41
10. «Wondering» – 2:15
11. «Watching the Boats With My Dad» – 5:06
12. «Ghost/Part 2» – 2:31
13. «Colma» – 3:14

## Créditos
- Buckethead - Guitarras y Bajos
- Brain - Percusión
- DJ Disc - aporte en las canciones "Machete", "Hills of Eternity" y "Lone Sal Bug"
- Bill Laswell - Bajo en la canción "Machete"
- Terry Untalan - Chelo y Viola en las canciones "Wondering" y "Lone Sal Bug"
- Grabado y Mezclado por Xtrack en Embalming Plant, Oakland, California
- La canción 6 fue grabada y mezclada por Robert Musso en Orange Music, West Orange, Nueva Jersey
- Producido por Buckethead y Xtrack y la canción 6 fue producida por Bill Laswell y Buckethead